# Ki nevel a végén?
A Ki nevel a végén? (eredeti cím: Anger Management) 2003-ban bemutatott amerikai filmvígjáték Adam Sandler és Jack Nicholson főszereplésével. A film rendezője Peter Segal, forgatókönyvírója David S. Dorfman.

## Cselekmény
Dave Buznik (Sandler) csendes, szelíd fickó, mégis sokan bántják a neve miatt, és mindenki őt alázza. Egy nap botrányba keveredik, és a bíróság arra ítéli, hogy a dühkitörései miatt részt kell vennie egy pszichiátriai kezelésen. Dave hiába tiltakozik, kénytelen bevonulni a kúrára. Ott éri az igazán nagy meglepetés: a tréning vezetője Dr. Buddy Rydell (Nicholson), egy goromba, erőszakos, hatalmaskodó alak, aki ha nem a szelídséget oktatná éppen, biztosan neki kéne saját magához beiratkoznia.

## Szereplők
| Szerep                              | Színész                 | Szinkronhang       |
| ----------------------------------- | ----------------------- | ------------------ |
| Dave Buznik                         | Adam Sandler            | Csőre Gábor        |
| Dr. Buddy Rydell                    | Jack Nicholson          | Reviczky Gábor     |
| Linda                               | Marisa Tomei            | Gubás Gabi         |
| Lou                                 | Luis Guzmán             | Kardos Róbert      |
| Nate                                | Jonathan Loughran       | Bicskey Lukács     |
| Stacy                               | Krista Allen            | Létay Dóra         |
| Gina                                | January Jones           | Juhász Réka        |
| Chuck                               | John Turturro           | Kaszás Attila      |
| Andrew                              | Allen Covert            | Czvetkó Sándor     |
| Daniels bírónő                      | Lynne Thigpen           | Illyés Mari        |
| Frank Head                          | Kurt Fuller             | Barbinek Péter     |
| Galaxia (Biztonsági őr)             | Woody Harrelson         | Haás Vander Péter  |
| Sam                                 | Kevin Nealon            | Holl Nándor        |
| Bailiff, Lexus tulajdonos           | Conrad Goode            | Breyer Zoltán      |
| Légiutas-kísérő                     | Nancy Carell            | Pap Katalin        |
| Biztonsági őr a repülőn             | Isaac C. Singleton, Jr. | Ifj. Jászai László |
| Önmaga                              | John McEnroe            | Csuha Lajos        |
| Önmaga                              | Rudolph W. Giuliani     | Csuha Lajos        |
| Önmaga                              | Bob Sheppard            | Kun Vilmos         |
| Önmaga                              | Robert Merrill          | Uri István         |
| Taxis                               | Tony Genaro             | Csuha Lajos        |
| Pincérnő                            | Gina Gallego            | Réti Szilvia       |
| Pincér                              | Stephen Dunham          | Láng Balázs        |
| Férfi a repülőn                     | Don Diamont             | Csizmadia Gergely  |
| Kendra                              | Heather Graham          | Bognár Gyöngyvér   |
| Felnőtt Arnie Shankman, a szerzetes | John C. Reilly          | Fekete Ernő        |
| Kopasz fickó                        | Nils Allen Stewart      | Papucsek Vilmos    |
| Vak férfi                           | Harry Dean Stanton      | Antal László       |

## Filmzene
- Blondie – "Heart of Glass"
- Jimmy Buffett – "Margaritaville"
- West Side Story – "I Feel Pretty"
- Louis Armstrong – "Mack The Knife"
- Smash Mouth – "Why Can't We Be Friends?"
- Bee Gees – "How Deep is Your Love"
- The Rolling Stones – "19th Nervous Breakdown"
- The Rolling Stones – "Street Fighting Man"
- Michael Jackson – "Scream"
- Santana – "Black Magic Woman"
- Carl Douglas – "Kung Fu Fighting"
- The Who – "Won't Get Fooled Again"
- Tori Amos – "China"
- Louis Prima – "When You're Smiling"
- Jane’s Addiction – "Stop!"
- Van Halen – "Ice Cream Man"
- Cream – "Strange Brew"
- Filter – "The Only Way (Is The Wrong Way)"